# Ascochilopsis
Ascochilopsis é um género botânico pertencente à família das orquídeas (Orchidaceae).

## Lista de espécies
- Ascochilopsis lobata J.J.Wood & A.L.Lamb in J.J.Wood & P.J.Cribb 1994
- Ascochilopsis myosurus (Ridl.) Carr (Blume) Schltr.[2]